# Le Passé simple
Pour plus de détails, voir Fiche technique et Distribution.
Le Passé simple est un film français réalisé par Michel Drach et sorti en 1977.

## Fiche technique
- Titre original : Le Passé simple
- Réalisation : Michel Drach, assisté de Laurent Ferrier
- Scénario : Michel Drach et Pierre Uytterhoeven d'après le roman de Dominique Saint-Alban, Les Étangs de Hollande[1]
- Décors : Éric Simon
- Photographie : Étienne Szabo
- Son : Pierre Gamet
- Montage : Françoise Bonnot
- Musique : Monty et Jean-Louis d'Onorio
- Production : Michel Drach, Daniel Toscan du Plantier, Nicolas Seydoux, Alain Poiré
- Sociétés de production : Port-Royal Films (France), Gaumont (France)
- Société de distribution : Gaumont Distribution (France et étranger)
- Pays de production :  France
- Langue originale : français
- Format : 35 mm — couleur — 1,66:1 — son monophonique
- Genre : drame, romance
- Durée : 96 minutes
- Date de sortie : France - 10 août 1977
- (fr) Classification CNC : tous publics (visa d'exploitation no 47103 délivré le 31 mai 1977)

## Distribution
- Marie-José Nat : Cécile
- Victor Lanoux : François
- Anne Lonnberg : Josépha
- Vania Vilers : Bruno
- Philippe March : l'homme du train
- Roland Blanche : le locataire
- Albert Dray : le chauffeur de taxi
- Marc Eyraud : le docteur Mercier
- Claude Legros : le commissaire
- Didier Sauvegrain : le jeune automobiliste
- Henri Marteau
- Claude Richard
- Jean-Louis Allibert
- René Bériard
- Viviane Gosset
- Christiane Ribes

## Distinctions

### Récompense
- Festival international du film de Karlovy Vary 1978 : prix de la meilleure actrice à Marie-José Nat (ex æquo avec Marisol pour Los días del pasado).

### Nomination
- César du cinéma 1978 : Françoise Bonnot nommée pour le César du meilleur montage.

## Tournage
- Du 31 janvier au 25 mars 1977.